# Çäçe
Çäçe là một thị trấn ở miền nam Turkmenistan, gần biên giới với Iran. Nó nằm ở tỉnh Ahal.